# Claude-Godefroy Coquart
Pour les articles homonymes, voir Coquart.
Claude-Godefroy Coquart (1706-1765) est un jésuite, un missionnaire et un prêtre canadien. 
Né à Calais en France le 31 janvier 1706, il entra chez les jésuites à Paris en 1726 et fut ordonné vers 1739. Après son Troisième An à Rouen (1739-1740), il arrive à Québec en 1740-1741. Il fut d'abord aumônier de l'explorateur La Vérendrye, pour le Fort Saint-Pierre et le Fort Saint-Charles, jusqu'au lac Winnipeg dans le Manitoba (1741-1744).
Missionnaire à Michillimakinac (1744-1745) ; à Québec (1745-1746) ; curé de Tadoussac avec desserte de toute la région du lac Saint-Jean, de Charlevoix et du Saguenay (1746-1757), il a construit une chapelle à Tadoussac en 1757 ; il est à Québec de 1757 à 1759. 
Pendant la conquête, il tente en vain de se fixer chez les Abénaquis de l'Acadie. Il devient curé de Chicoutimi avec desserte de la région du lac Saint-Jean, de Charlevoix et du Saguenay (1760-1765). Il est l'auteur d'une grammaire et d'un dictionnaire abénaquis publiés en France. 
Il meurt à Chicoutimi, le 4 juillet 1765. Il est inhumé d'abord à Chicoutimi, puis à Tadoussac.